# Derek Kelly
Derek Kelly (né le 15 mars 1964) est un acteur américain surtout connu pour son rôle dans la série télévisée New York 911. C'est un véritable pompier de la ville de New York, ayant travaillé dans le Queens. Sa caserne fut utilisée dans la série pour tourner des scènes extérieures.  Derek est marié à une actrice de cette série, Molly Price, ils ont eu un fils ensemble né en novembre 2003. Il l'appela le 11 septembre 2001 pour l'informer qu'il était en route pour le World Trade Center.
Derek Kelly participe à un documentaire spécial où il donne ses impressions et ses souvenirs sur les attentats du 11 septembre 2001 avec d'autres pompiers de la ville de New York. Ce documentaire appartient à la série New York 911. Il n'a jamais été diffusé en France.

## Filmographie
2001 à la télévision - 2005 : New York 911 : Derek "D.K." Kitson